# Selaginella eclipes
Selaginella eclipes är en mosslummerväxtart som beskrevs av Buck. Selaginella eclipes ingår i släktet mosslumrar, och familjen mosslummerväxter. Inga underarter finns listade i Catalogue of Life.